# 2999
سنة 2999م هي سنة كبيسة تبدأ يوم الثلاثاء حسب التقويم الغريغوري